# 남포층군
남포층군은 평원돌출대 남쪽의 남포시 서해갑문지구에 있는 고시생대 변성암체이다. 이들은 1990년대 이후 새형의 동위원소지질년대학적 연구기법이 도입되면서 장풍층군과 함께 기존의 《랑림층군》에서 갈라져 나온 층서단위이다.

## 연구역사
1990년대 이전에는 모든 시생대 암석들을 《랑림층군》의 혼성암-편마암-결정편암류로 보고 지역적으로 통일되지 않은 층서단위를 부여하였다. 이 《랑림층군》 암석들에 대해서는 적은 수의 K-Ar 동위원소년대자료만 약간 알려져 있었으며 시생대라고 본 근거는 이러한 K-Ar 동위원소년대자료들과 함께, 원생대층서와 구조접촉을 하고 있다는 야외지질학적근거에 지나지 않았다. 당시 남포지역의 《랑림층군》은 총 5개로 나누었고, 아래에서부터 우로 각각 삼화리층(1층), 양곡리층(2층), 대대리층(3층), 고령층(4층), 령남리층(5층)으로 명명하였다. 이 중 서해갑문 근방에 대한 Sm-Nd 동위원소년대측정이 1990년대 중후반에 들어 동경농업대학의 이노마타 미찌야 교수와 북한 지질학자들의 공동연구에 의해 이루어졌는데, 이 때의 연구결과를 기반으로 하여 2009년에는 1:5만 지질도폭을 전산화, 공식적으로 옛 《랑림층군》에서 남포층군을 분리·독립시키게 되었다.

## 층서
과거 남포층군은 남포지역의 랑림층군 제1층에 속해있었다. 남포지역의 랑림층군 1층은 층상혼성암화된 흑운모편마암, 각섬편암, 변탄산염암으로 이루어져 있는데 그 층서는 령남리의 일수각 부근을 기준으로 했을 때 아래에서부터 위로 다음과 같다.
- 1. 근청석석류석흑운모편마암(자소휘석화철휘석질암이 10~15 cm 두께로 사이사이에 끼임)...30 m.
- 2. 자소휘석회철휘석질암...15 m.
- 3. 석류석흑운모편마암...30 m.
- 4. 흑운모편마암...500 m.
- 5. 근청석석류석흑운모편마암(자소휘석회철휘석질암이 5~6 m 두께로 사이사이에 자주 끼임)...50 m.
- 6. 압쇄된 근청석석류석편마암...100 m.
- 7. 덮여서 가려진 구간...40 m.
- 8. 석류석근청석흑운모편마암(자소휘석회철휘석질암이 1.5 m 두께로 사이에 끼임)...150 m.
- 9. 근청석흑운모편마암...30 m.
- 10. 석류석흑운모편마암...80 m.
- 11. 석류석근청석흑운모편마암...50 m.

남포층군은 광량만단층을 경계로 하여 증산층군과 구조접촉하며, 북서방향으로 잇달린다. 그 두께는 령남리 일수각 기준으로 535 m이다.

## 암석학적 특성
남포층군을 구성하고 있는 암석에는 주로 흑운모자소휘석편마암, 석류석흑운모편마암, 흑운모편마암, 근청석편마암 등이 있다.
이 중 자소휘석편마암은 사장석 60~65%, 석영 5~10%, 흑운모 5~10%, 자소휘석 5~8%, 각섬석 3~5%, 칼리움장석 2~3% 등으로 이루어져있다. 유색광물이 많은 경우 자소휘석 양은 25%까지도 나온다. 이 중 자소휘석의 테두리를 따라 침상의 각섬석이 붙어있으며, 또한 각섬석입자 안에는 자소휘석의 교대잔류물이 남아있다.
함근청석편마암은 석류석 20~30%, 근청석 15~20%, 석영 20~25%, 흑운모 2~3%, 사장석 3~5%, 미사장석 3~5%, 일부 규선석이 들어있다. 여기서 근청석은 쌍정구조가 잘 보이고 석영이나 광석광물을 포과하고 있다. 일부 광물들은 백운모-녹니석집합체로 변질되었다. 또한 이 암석에서 석류석은 두 가지 형태로 나타나는데 하나는 크기 1~3 mm의 작은 원형석류석 결정들이 암석 내에 균일하게 분포하는 모습이고, 다른 하나는 우백질부분에서 1 cm 이상 굵기의 조립질결정들이 서로 뭉쳐있는 모습이다.
남포층군의 암석들 중 자소휘석편마암과 석류석규선석편마암, 석류석근청석편마암에서 광물공반은 석류석+흑운모+근청석+규선석+정장석+사장석+석영 등으로 나타난다. 석류석-흑운모 지질온도계를 이용한 결과  이들 암석은 온도가 700 ℃ 이상에  압력 역시 700~800 MPa의  고온저압~고온중압의 백립암상 변성상을 보임이 밝혀졌다. 한편, 일부 석류석편마암에서는 각섬암상의 광물공반도 보이는데, 이는 후에 남포지역의 변성암들이 백립암상에서 온도가 점차 낮아지는 방향으로 변성받았음을 의미한다.

## 동위원소지질년대
남포층군의 Sm-Nd 동위원소지질년대는 3503 Ma로 알려져 있다[2]. 

## 참고 문헌
1. ↑  전국부 외. 조선의 지질. p5-8. 과학기술출판사, 2011
2. ↑  猪俣道也. コリア半島の北部の基盤岩の年代. 日本地質学会第106年学術大会講演要旨(1999). p8.
3. ↑  김철수, 권정림. 축척 1:5만 지질도의 갱신(지질구성). 지질탐사 2009(2), p7-8.
4. ↑  리죽남, 류종락, 백유성, 함병소, 신상국. 조선지질구성 1. p81. 공업출판사, 1990
5. ↑  리도현. 남포지구 시생대층과 하부원생대층과의 경계문제해명. 지질탐사 2005(2) p12.
6. ↑  전국부 외. 조선의 지질. p5-8. 과학기술출판사, 2011
7. ↑  김려수, 김정남, 김성아, 리만영. 남포지구 고기변성층군에서 변성작용의 진화특성. 김일성종합대학학보(자연과학) 2001(11) p136-138.